# Ляхович, Людмила Викторовна
Людмила Викторовна Ляхович, в девичестве Коваленко (род. 26 июня 1989, Бердичев, Житомирская область) — украинская и белорусская легкоатлетка, специалистка по бегу на длинные дистанции. Выступала за сборные Украины и Белоруссии по лёгкой атлетике в 2007—2017 годах, обладательница серебряной медали чемпионата Европы, победительница и призёрка первенств национального значения, участница летних Олимпийских игр в Лондоне.

## Биография
Людмила Коваленко родилась 26 июня 1989 года в городе Бердичев Житомирской области Украинской ССР.
Впервые заявила о себе в лёгкой атлетике на международном уровне в сезоне 2007 года, когда вошла в состав украинской национальной сборной и выступила в юниорской категории на чемпионате Европы по кроссу в Торо — вместе со своими соотечественницами выиграла бронзовую медаль в командном зачёте.
В 2008 году на кроссовом чемпионате Европы в Брюсселе стала серебряной призёркой в командном зачёте юниорок. Бежала 1500 и 3000 метров на юниорском мировом первенстве в Быдгоще.
В 2010 году на чемпионате Европы по кроссу в Албуфейре взяла бронзу в женском молодёжном командном зачёте.
На молодёжном европейском первенстве 2011 года в Остраве завоевала серебряную медаль в беге на 10 000 метров, уступив на финише только представительнице Азербайджана Лайес Абдуллаевой.
В 2012 году стала серебряной призёркой в беге на 5000 метров на чемпионате Европы в Хельсинки — здесь её обошла россиянка Ольга Головкина. Выполнив олимпийский квалификационный норматив, удостоилась права защищать честь страны на летних Олимпийских играх в Лондоне — в дисциплине 5000 метров в предварительном квалификационном забеге показала результат 15:18,60 и в финал не вышла.
После лондонской Олимпиады Коваленко выступала преимущественно на различных шоссейных коммерческих стартах в США. Так, в 2013 году она была пятой на Нью-Йоркском полумарафоне (1:09:43) и выиграла полумарафон Rock 'n' Roll в Филадельфии (1:08:59).
В 2014 году финишировала девятой на Лондонском марафоне (2:31:31).
Впоследствии вышла замуж за белорусского легкоатлета Александра Ляховича, постоянно проживала в Белоруссии, принимала участие в белорусских национальных первенствах и представляла белорусскую национальную сборную. В частности, в 2017 году вместе с белорусскими бегуньями выиграла командный зачёт Кубка Европы по бегу на 10 000 метров в Минске и была лучшей на Минском полумарафоне (1:13:53).
В начале 2018 года Белорусская федерация лёгкой атлетики дисквалифицировала Людмилу Ляхович на два года в связи с абнормальными показателями биологического паспорта в период с 11 декабря 2010 года по 11 апреля 2014 года, при этом её результаты с 27 июня 2012 года по 10 апреля 2016 года были аннулированы.